# Tears Are Falling
„Tears Are Falling“ je píseň americké rockové skupiny Kiss vydaná na albu Asylum. Píseň napsal Paul Stanley. Klip k písni se natáčel v září 1985 v Londýně a dočkal se vysílání na MTV.

## Sestava
- Paul Stanley – zpěv, rytmická kytara
- Gene Simmons – zpěv, basová kytara
- Bruce Kulick – sólová kytara
- Eric Carr – zpěv, bicí, perkuse